# Tillandsia dura
Tillandsia dura là một loài thuộc chi Tillandsia. Đây là loài đặc hữu của Brasil.